# Румен Андреев
Румен Андреев Андреев е български офицер, бригаден генерал.

## Биография
Роден е на 10 октомври 1953 г. в Кюстендил. През 1972 г. завършва техникум по електротехника, а през 1974 г. и Висшето народно военно-артилерийско училище в Шумен. От 1977 г. е началник на радиолокационни станции П-15 в 742-ри радиолокационен възел към 3-ти радиотехнически полк. От 1980 г. е командир на възела към същия полк. През 1984 г. е назначен за началник на автоматизираната система за управление „Алмаз 3“ в трети радиотехнически полк. През 1989 г. завършва Военната академия за ПВО „Маршал Жуков“. Същата година е назначен за началник-щаб на 274-ти автоматизиран обединенрадиолокационен възел. От 1990 г. е командир на 274-ти автоматизиран обединенрадиолокационен възел в Бургас. През 1992 г. е назначен за старши помощник-началник на отдел „БП, БИ и БУ“ на РТВ при щаба на ПВО на ВВС. От 1993 до 1995 г. учи в Генералщабна военна академия в Хамбург, Германия. След като завършва е старши помощник-началник на отдел „БП, БИ и БУ“ в командването на РТВ на ВВС. През 1996 г. е командир на първа радиотехническа бригада. От 2000 г. е заместник-началник на управление „Планиране и развитие на ВВС“ към Главния щаб на ВВС.
На 25 април 2006 г. е назначен за помощник-началник на щаба на Военновъздушните сили по ресурсите, считано от 1 юни 2006 г. и удостоен с висше офицерско звание бригаден генерал. На 21 април 2008 г. е освободен от длъжността помощник-началник на щаба на Военновъздушните сили по ресурсите и назначен за заместник-началник на Военната академия „Г. С. Раковски“, считано от 1 юни 2008 г. На 16 април 2009 г. е освободен от длъжността заместник-началник на Военната академия „Г. С. Раковски“ и от кадрова военна служба.

## Образование
- Висше народно военно-артилерийско училище – 1972 – 1974
- Военната академия за ПВО „Маршал Жуков“ – до 1989
- Генералщабна военна академия в Хамбург – 1993 – 1995

## Военни звания
- Лейтенант (1974)
- Бригаден генерал (5 април 2006)